# Patinatge artístic als Jocs Olímpics d'hivern de 1992
Als Jocs Olímpics d'Hivern de 1992 celebrats a la ciutat d'Albertville (França) es disputaren quatre proves de patinatge artístic sobre gel, una en categoria masculina, una altra en categoria femenina i dues en categoria mixta per parelles.
Les proves es disputaren entre els dies 9 i 21 de febrer de 1992 al Halle Olympique, situat al costat del Théâtre des Cérémonies. Hi participaren un total de 133 patindors, entre ells 67 homes i 66 dones, de 28 comitès nacionals diferents.

## Resum de medalles

### Categoria masculina
| Prova              | Or              | Argent     | Bronze     |
| Individual Detalls | Viktor Petrenko | Paul Wylie | Petr Barna |

### Categoria femenina
| Prova              | Or               | Argent     | Bronze         |
| Individual Detalls | Kristi Yamaguchi | Midori Ito | Nancy Kerrigan |

### Categoria mixta
| Prova            | Or                                                | Argent                                     | Bronze                                     |
| Parelles Detalls | Equip Unificat Natalia Mishkutenok Artur Dmitriev | Equip Unificat Elena Bechke Denis Petrov   | Canadà Isabelle Brasseur · Lloyd Eisler    |
| Dansa Detalls    | Equip Unificat Marina Klimova Sergei Ponomarenko  | França Isabelle Duchesnay · Paul Duchesnay | Equip Unificat Maya Usova Alexander Zhulin |

## Medaller
| Posició | País           | Or | Argent | Bronze | Total |
| 1       | Equip Unificat | 3  | 1      | 1      | 5     |
| 2       | Estats Units   | 1  | 1      | 1      | 3     |
| 3       | França         | 0  | 1      | 0      | 1     |
| 3       | Japó           | 0  | 1      | 0      | 1     |
| 5       | Canadà         | 0  | 0      | 1      | 1     |
| 5       | Txecoslovàquia | 0  | 0      | 1      | 1     |
|         |                |    |        |        |       |
| Total   | Total          | 4  | 4      | 4      | 12    |